# Huaña
Huaña (posiblemente en escritura aimara Waña, para secarse, quechua para una variedad de papa,) es una montaña en la Cordillera Huanzo en los Andes de Perú, de unos 5400 metros (17 717 pies) de altura. Se ubica en la región Cusco, provincia de Chumbivilcas, distrito de Santo Tomás. Huaña se encuentra al noroeste de Huamanripa, al noreste de Chancoaña, al este de Huayunca y al sureste de Igma.